# Le Monteil-au-Vicomte
Le Monteil-au-Vicomte é uma comuna francesa na região administrativa da Nova Aquitânia, no departamento de Creuse. Estende-se por uma área de 14,4 km². Em 2010 a comuna tinha 246 habitantes (densidade: 17,1 hab./km²).